# Cormocyon
Cormocyon es un género extinto de cánido perteneciente a la subfamilia Borophaginae que habitó en América del Norte durante el Oligoceno entre hace 30,8 y 20,6 millones de años; existió aproximadamente durante 10 millones de años.
Cormocyon contiene dos especies: Cormocyon copei y Cormocyon haydeni. La primera de ellas fue descrita por Xiaoming Wang y Richard L. Tedford en 1992, quienes lo consideraron un género primitivo de Borophaginae luego de compararlo con Nothocyon geismarianus. De acuerdo al registro fósil se extinguió justo después de la transición entre el Oligoceno Superior y el Mioceno Inferior.

## Morfología
Se calculó la masa corporal en dos individuos. En el primero de ellos se estimó un peso de 2,79 kg y el segundo en 2,82 kg.

## Géneros relacionados
Desmocyon, Euoplocyon, Metatomarctus, Microtomarctus, Protomarctus, Psalidocyon, y Tephrocyon.